# Stenocercus festae
Stenocercus festae là một loài thằn lằn trong họ Tropiduridae. Loài này được Peracca mô tả khoa học đầu tiên năm 1897.